# Gräsgrund, Estland
Gräsgrund (estniska: Krassi saar) är en ö i nordvästra Estland. Den ligger i landskapet Harjumaa, 60 km väster om huvudstaden Tallinn. Det är en liten (0,065 km²) och ensligt belägen ö i Finska viken, fem kilometer väster om Stora Rågö. På ön är en fyr belägen. 